# Itapecuru
Itapecuru (portugalsky Rio Itapecuru) je řeka na severovýchodě Brazílie (Maranhão). Je přibližně 650 km dlouhá. Povodí má rozlohu přibližně 40.000 km².

## Průběh toku
Pramení v horském hřbetu Serra de Crueira na severním okraji Brazilské vysočiny, protéká brazilským státem Maranhão a ústí do zálivu São José Atlantského oceánu.  

## Vodní režim
Zdrojem vody jsou především dešťové srážky. Průměrný průtok vody činí méně než 100 m³/s. Povodně nastávají od března do května.

## Využití
Řeka je důležitým zdroje vody pro 20 velkých brazilských měst ve státě Maranhão, včetně měst Codo a São Luís. 437 000 hektarů povodí je od 1980 přírodní rezervací Mirado State Park. 